# ألكين (كارولاينا الشمالية)
ألكين (بالإنجليزية: Elkin, North Carolina)‏ هي بلدة أمريكية تقع في الولايات المتحدة في كارولاينا الشمالية. يقدر عدد سكانها بـ 4,001 نسمة ومساحتها 16.4 كم2 ووترتفع عن سطح البحر 276 متر.

## التركيبة السكانية
حدّد مكتب تعداد الولايات المتحدة بيانات التركيبة السكانية لألكين في تعداد الولايات المتحدة. في ما يلي، التركيبة السكانية حسب تعدادي 2000 و2010.

### تعداد عام 2000
بلغ عدد سكان ألكين 4,109 نسمة بحسب تعداد عام 2000، وبلغ عدد الأسر 1,690 أسرة وعدد العائلات 1,051 عائلة مقيمة في البلدة. في حين سجلت الكثافة السكانية 231.9 نسمة لكل كيلومتر مربع (600.6/ميل2). وبلغ عدد الوحدات السكنية 1,854 وحدة بمتوسط كثافة قدره 104.6 لكل كيلومتر مربع (270.9/ميل2).
وتوزع التركيب العرقي للبلدة بنسبة 84.11% من البيض و7.23% من الأمريكيين الأفارقة و0.02% من الأمريكيين الأصليين و0.32% من الأمريكيين ذوي الأصول الآسيوية و0.02% من سكان جزر المحيط الهادئ و6.81% من الأعراق الأخرى و1.48% من عرقين مختلطين أو أكثر و13.43% من الهسبانيون أو اللاتينيون من أي عرق.
بلغ عدد الأسر 1,690 أسرة كانت نسبة 29.1% منها لديها أطفال تحت سن الثامنة عشر تعيش معهم، وبلغت نسبة الأزواج القاطنين مع بعضهم البعض 48.3% من أصل المجموع الكلي للأسر، ونسبة 9.6% من الأسر كان لديها معيلات من الإناث دون وجود شريك،  بينما كانت نسبة 4.3% من الأسر لديها معيلون من الذكور دون وجود شريكة وكانت نسبة 37.8% من غير العائلات. تألفت نسبة 34.4% من أصل جميع الأسر من عدة أفراد يعيشون في نفس المنزل ونسبة 20.1% كانت تتألف من شخص يعيش بمفرده يبلغ من العمر 65 عاماً أو أكثر. وبلغ متوسط حجم الأسرة المعيشية 2.32، أما متوسط حجم العائلات فبلغ 2.95.
بلغ العمر الوسطي للسكان 40.4 عاماً. وكانت نسبة 21.8% من القاطنين تحت سن الثامنة عشر، وكانت نسبة 7.1% بين الثامنة عشر والرابعة والعشرين عاماً، ونسبة 26.4% كانت واقعةً في الفئة العمرية ما بين الخامسة والعشرين والرابعة والأربعين عاماً، ونسبة 20% كانت ما بين الخامسة والأربعين والرابعة والستين، ونسبة 20% كانت ضمن فئة الخامسة والستين عاماً فما فوق. يوجد لكل 100 أنثى 90.1 ذكر، ويوجد لكل 100 أنثى في الثامنة عشر من عمرها فما فوق 86.1 ذكر.
بلغ متوسط دخل الأسرة في البلدة 31,698 دولارًا، أما متوسط دخل العائلة فبلغ 38,667 دولارًا. وكان متوسط دخل الذكور 29,514 دولارًا مقابل 22,108 دولارًا للإناث. وسجل دخل الفرد الخاص بالبلدة 21,123 دولارًا. وكانت نسبة 6.3% من العائلات ونسبة 12.6% من السكان تحت خط الفقر، وكان من هؤلاء نسبة 12.2% تحت سن الثامنة عشر ونسبة 18.5% في الخامسة والستين من العمر وما فوق.

### تعداد عام 2010
بلغ عدد سكان ألكين 4,001 نسمة بحسب تعداد عام 2010، وبلغ عدد الأسر 1,680 أسرة وعدد العائلات 1,032 عائلة مقيمة في البلدة. في حين سجلت الكثافة السكانية 225.8 نسمة لكل كيلومتر مربع (584.8/ميل2). وبلغ عدد الوحدات السكنية 1,982 وحدة بمتوسط كثافة قدره 111.9 لكل كيلومتر مربع (289.8/ميل2).
وتوزع التركيب العرقي للبلدة بنسبة 78.01% من البيض و6.37% من الأمريكيين الأفارقة و0.22% من الأمريكيين الأصليين و0.77% من الأمريكيين ذوي الأصول الآسيوية و0.02% من سكان جزر المحيط الهادئ و13.07% من الأعراق الأخرى و1.52% من عرقين مختلطين أو أكثر و17.82% من الهسبانيون أو اللاتينيون من أي عرق.
بلغ عدد الأسر 1,680 أسرة كانت نسبة 29.8% منها لديها أطفال تحت سن الثامنة عشر تعيش معهم، وبلغت نسبة الأزواج القاطنين مع بعضهم البعض 46% من أصل المجموع الكلي للأسر، ونسبة 10.3% من الأسر كان لديها معيلات من الإناث دون وجود شريك،  بينما كانت نسبة 5.1% من الأسر لديها معيلون من الذكور دون وجود شريكة وكانت نسبة 38.6% من غير العائلات. تألفت نسبة 34.8% من أصل جميع الأسر من عدة أفراد يعيشون في نفس المنزل ونسبة 18.8% كانت تتألف من شخص يعيش بمفرده يبلغ من العمر 65 عاماً أو أكثر. وبلغ متوسط حجم الأسرة المعيشية 2.32، أما متوسط حجم العائلات فبلغ 2.98.
بلغ العمر الوسطي للسكان 42.4 عاماً. وكانت نسبة 23.3% من القاطنين تحت سن الثامنة عشر، وكانت نسبة 6.2% بين الثامنة عشر والرابعة والعشرين عاماً، ونسبة 23.7% كانت واقعةً في الفئة العمرية ما بين الخامسة والعشرين والرابعة والأربعين عاماً، ونسبة 25.1% كانت ما بين الخامسة والأربعين والرابعة والستين، ونسبة 21.6% كانت ضمن فئة الخامسة والستين عاماً فما فوق. وتوزع التركيب الجنسي للسكان بنسبة 47.1% ذكور و52.9% إناث.

## أعلام
- جيف هايز
- بارني هال
- هارولد هايز